# فرانسوا دو لا روشفوکو
فرانسوا دو لا روشفوکو (به فرانسوی: François de La Rochefoucauld) (۱۵ سپتامبر ۱۶۱۳ – ۱۷ مارس ۱۶۸۰)، یکی از برجسته‌ترین اخلاق‌گرایان و نویسندگان قرن هفدهم فرانسه بود. او بیشتر به خاطر اثر مشهورش، «تأملات یا ماکسیم‌ها» (Réflexions ou Sentences et maximes morales)، شناخته می‌شود که مجموعه‌ای از جملات قصار و نکته‌سنجانه درباره طبیعت انسان و انگیزه‌های پنهان اعمال اوست. زندگی او با درگیری‌های سیاسی و نظامی فراوانی، به ویژه در دوران فروند (La Fronde)، گره خورده بود که تجربیاتش از این وقایع تأثیر عمیقی بر دیدگاه بدبینانه‌اش نسبت به ماهیت بشر گذاشت.

## زندگی‌
فرانسوا دو لا روشفوکو در ۱۵ سپتامبر ۱۶۱۳ در پاریس به دنیا آمد. او از خانواده‌ای اشرافی و با نفوذ بود و پدرش، فرانسوا پنجم، دوک لا روشفوکو، از نزدیکان دربار پادشاهی فرانسه بود. او در دوران جوانی به عنوان یک نظامی و اشراف‌زاده در دربار لوئی سیزدهم و سپس لوئی چهاردهم فعالیت کرد. روشفوکو در ابتدا به دنبال شهرت نظامی و سیاسی بود و در سنین پایین در جنگ‌های مختلف شرکت کرد.

### نقش در فروند
زندگی سیاسی و نظامی لا روشفوکو به شدت تحت تأثیر وقایع فروند (۱۶۴۸–۱۶۵۳) قرار گرفت. فروند مجموعه‌ای از جنگ‌های داخلی بود که بین اشراف، پارلمان و طبقات بالا از یک سو و سلطنت مطلقه از سوی دیگر درگرفت. لا روشفوکو در این درگیری‌ها نقش فعالی ایفا کرد و در ابتدا از حامیان کوند، یکی از رهبران اصلی شورش، بود. او در این دوران چندین بار مجروح شد و تجربیات تلخ او از دسیسه‌های سیاسی و خیانت‌های اشراف، دیدگاه‌های او را نسبت به طبیعت انسان شکل داد. پس از پایان فروند و شکست شورشیان، لا روشفوکو از فعالیت‌های سیاسی کنار کشید و به زندگی بازنشستگی در املاک خود روی آورد. این دوره، فرصتی برای او فراهم کرد تا به تأمل و نگارش بپردازد.

## آثار
مهم‌ترین اثر فرانسوا دو لا روشفوکو، «تأملات یا ماکسیم‌ها» (Réflexions ou Sentences et maximes morales) است. این کتاب برای اولین بار در سال ۱۶۶۵ به صورت ناشناس منتشر شد و بلافاصله مورد توجه قرار گرفت.
این کتاب تحت عنوان «حکمت‌ها» به فارسی توسط محمد جواد محمدی ترجمه شده و در انتشارات اطلاعات به چاپ رسیده‌ است.

### تأملات یا ماکسیم‌ها
«تأملات» شامل بیش از پانصد جمله قصار است که به بررسی طبیعت انسان، انگیزه‌های اعمال او و نقش خودخواهی و خودفریبی در زندگی می‌پردازد. لا روشفوکو با دیدگاهی بدبینانه، معتقد بود که تقریباً تمام اعمال انسانی، حتی آن‌هایی که به نظر خیرخواهانه می‌رسند، از خودخواهی نشأت می‌گیرند. او ریاکاری، غرور، و خودخواهی را نیروهای محرک اصلی پشت فضایل انسانی می‌دانست. سبک نگارش او موجز، دقیق و پر از طنز تلخ است. برخی از معروف‌ترین ماکسیم‌های او عبارتند از:
- «فضایل ما اغلب تنها در مبدل کردن رذایل ماست.»[۱۱]
- «ما هرگز نمی‌توانیم آنقدر بدجنس باشیم که گمان می‌کنیم.»[۱۲]
- «خودخواهی، عشق به خود است، و به خودمان، و به تمام چیزهایی که به ما مربوط می‌شود؛ این ما را برای خودمان و برای دوستانمان، بیش از هر چیز دیگر ترجیح می‌دهد، و قربانی کردن را به نفع ما انجام می‌دهد.»[۱۳]

### خاطرات
علاوه بر ماکسیم‌ها، لا روشفوکو خاطراتی نیز به نام «خاطرات» (Mémoires) نوشت که در آنها به شرح وقایع دوران فروند و نقش خود در آن پرداخته است. این خاطرات، اگرچه به اندازه ماکسیم‌ها شهرت ندارند، اما اطلاعات ارزشمندی درباره زندگی سیاسی و اجتماعی فرانسه در قرن هفدهم ارائه می‌دهند. آنها دیدگاه‌های لا روشفوکو را در مورد ماهیت قدرت، جاه‌طلبی و فساد در دربار و جامعه اشرافی روشن‌تر می‌سازند.

## سبک و مضامین
سبک نگارش لا روشفوکو به دلیل اختصار، دقت و عمق روان‌شناختی‌اش مورد تحسین قرار گرفته است. او از کلمات به صورت دقیق و با وسواس استفاده می‌کرد تا ایده‌های پیچیده را در قالب جملات کوتاه و نافذ بیان کند. مضامین اصلی آثار او عبارتند از:
- خودخواهی (amour-propre): این مفهوم در مرکز فلسفه لا روشفوکو قرار دارد. او معتقد بود که خودخواهی نیروی محرکه اصلی تمام اعمال انسانی است و حتی فضایل نیز ریشه‌ای در این خودخواهی دارند.[۱۷]
- ریاکاری و ظاهرپرستی: لا روشفوکو به شدت از ریاکاری و تظاهر در جامعه انتقاد می‌کرد. او معتقد بود که انسان‌ها اغلب خود را بهتر از آنچه هستند نشان می‌دهند و اعمالشان بر اساس انگیزه‌های پنهان و کمتر شرافتمندانه است.[۱۸]
- شکنندگی فضیلت: او بر این باور بود که فضایل انسانی شکننده و تحت تأثیر شرایط و منافع شخصی هستند. در واقع، بسیاری از فضایل صرفاً رذایلی هستند که خود را در پوشش دیگری پنهان کرده‌اند.[۱۹]
- بدبینی: دیدگاه کلی او به ماهیت انسان بسیار بدبینانه است. او اعتقاد کمی به خیر ذاتی انسان داشت و بیشتر بر ضعف‌ها، نقص‌ها و انگیزه‌های پنهان تأکید می‌کرد.[۲۰]

## تأثیر و میراث
آثار لا روشفوکو تأثیر عمیقی بر اندیشه و ادبیات اروپا، به ویژه در عصر روشنگری، گذاشت. فیلسوفانی مانند ولتر، روسو و حتی نیچه و شوپنهاور از ایده‌های او الهام گرفتند یا با آنها درگیر شدند. او را یکی از بنیان‌گذاران روان‌شناسی مدرن می‌دانند، زیرا پیشگام بررسی انگیزه‌های پنهان و ناخودآگاه انسان بود. ماکسیم‌های او همچنان به عنوان اثری کلاسیک در ادبیات اخلاقی و روان‌شناسی شناخته می‌شوند و به دلیل بینش عمیقشان درباره ماهیت انسان، مورد مطالعه و تفسیر قرار می‌گیرند.